# Florentia
Florentia foi uma comuna francesa na região administrativa de Borgonha-Franco-Condado, no departamento de Jura. Estendia-se por uma área de 3,18 km². Em 2010 a comuna tinha 35 habitantes (densidade: 11 hab./km²).
Em 1 de janeiro de 2016, passou a formar parte da comuna de Val-d'Épy.